# 余德煌
余德煌，又名余有鄰，為出生於台灣日治時期北斗街的台灣畫家，畫作多無簽名，偶有題簽「有鄰」加蓋一方印。其作品曾入選第八至十回臺展（1934-36）與第二至六回府展（1939-43）東洋畫部，並獲特選一次（1943）。

## 歷史
余德煌出生在北斗街的一個農村家庭，地址在現在北斗鎮宮前街上，但因父親有著一定的財力，讓他得以漸漸完成夢想，最後成為北斗重要的藝術家。在自己功成名就的時候，他也提攜後進，為後來的北斗郡藝術之路，開了先鋒，成了之後台灣藝術上「北斗派」的先河。
1931年畢業於廈門美術專門學校，並在之後繼續進修於東京上野美術學校，並於1939年畢業，1934年2月北上拜呂鐵州為師，同年完成〈佛桑花〉一作並首度入選臺展。1935年，第一回臺中州美術展開辦，余德煌以〈藪蔭〉榮獲特選，往後亦有多次出品入選的紀錄。而在畫藝純熟、知名度漸開後，余德煌也開始招收習畫弟子，如1939年便有與蔡伯峰、洪允權師徒三人一同入選府展的報導，之後還曾指導姪女余香，以及同鄉的楊樹與斗六的謝木流，皆有在府展中嶄露頭角，獲得媒體關注。1940年，臺陽美術協會增設東洋畫部，余德煌即在隔年獲得臺陽賞。而除了繪畫方面的成就，據家屬所言，余德煌另有從事攝影，並在戰後於家鄉開設白光照相館。

## 資料
1. ↑  .   [2024-11-11]. （原始内容存档于2025-01-15）.